# Paralobium mundum
Paralobium mundum är en skalbaggsart som beskrevs av Henry Clinton Fall 1905. Paralobium mundum ingår i släktet Paralobium och familjen trägnagare. Inga underarter finns listade i Catalogue of Life.